# Consejo del Poder Judicial Dominicano
El Consejo del Poder Judicial (CPJ) es el órgano constitucional de administración y disciplina del Poder Judicial de la República Dominicana.
Está compuesto por cinco consejeros. Su presidente es el presidente de la Suprema Corte de Justicia.

## Composición Del Consejo Del Poder Judicial
La Constitución de la República establece la integración del Consejo del Poder Judicial:
1. El Presidente de la Suprema Corte de Justicia, quien lo presidirá;
2. Un Juez de la Suprema Corte de Justicia, elegido por el pleno de la misma;
3. Un Juez de Corte de Apelación o su equivalente, elegido por sus pares;
4. Un Juez de Primera Instancia o su equivalente, elegido por sus pares;
5. Un Juez de Paz o su equivalente, elegido por sus pares

## Atribuciones
Las atribuciones del Consejo del Poder Judicial están establecidas en la Constitución de la República, así como también en su Ley Orgánica.

### Atribuciones Constitucionales
1. Presentar al pleno de la Suprema Corte de Justicia los candidatos o candidatas para nombramiento, determinación de jerarquía y ascenso de los jueces de los diferentes tribunales del Poder Judicial, de conformidad con la ley;
2. La administración financiera y presupuestaria del Poder Judicial;
3. El control disciplinario sobre jueces, funcionarios y empleados del Poder Judicial con excepción de los integrantes de la Suprema Corte de Justicia;
4. La aplicación y ejecución de los instrumentos de evaluación del desempeño de jueces y personal administrativo que integran el Poder Judicial;
5. El traslado de los jueces del Poder Judicial;
6. La creación de los cargos administrativos del Poder Judicial;
7. El nombramiento de todos los funcionarios y empleados que dependan del Poder Judicial;
8. Las demás funciones que le confiera la ley.

### Atribuciones de la Ley Orgánica
La Ley núm. 28-11 establece atribuciones adicionales a las conferidas por la Constitución:
1. Elaborar y remitir al Poder Ejecutivo la propuesta del presupuesto anual del Poder Judicial, sobre la base de las cargas fijas y programas presentados por sus distintas dependencias, conforme las normas legales y reglamentarias correspondientes, a fin de que sea incorporado en el Presupuesto General del Estado;
2. Elaborar y aprobar la memoria anual de gestión del Poder Judicial;
3. Presentar al pleno de la Suprema Corte de Justicia los candidatos o candidatas para nombramiento, determinación de jerarquía y ascenso de los jueces de los diferentes tribunales del Poder Judicial;
4. Reglamentar el Sistema de Provisión de Cargos Judiciales, el Sistema de Escalafón Judicial y el Sistema de Carrera Administrativa Judicial;
5. Aprobar mediante resolución la actualización anual del Escalafón Judicial propuesta por la Dirección General de Administración y Carrera Judicial y ordenar su publicación y difusión masiva;
6. Aprobar anualmente los instrumentos de evaluación de desempeño de los jueces del Poder Judicial y de los funcionarios y empleados administrativos a ser aplicados por la Dirección General de Administración y Carrera Judicial;
7. Presentar a la Escuela Nacional de la Judicatura un reporte cada dos años de las necesidades estratégicas de capacitación de los jueces del Poder Judicial de conformidad con los resultados de las evaluaciones anuales de desempeño aplicadas a los mismos;
8. Presentar al Pleno de la Suprema Corte de Justicia propuestas de proyectos de ley para el mejoramiento de la Carrera Judicial, los servicios judiciales o aspectos organizativos del Poder Judicial a los fines de ser sometidos al Congreso Nacional;
9. Formular los programas, normas complementarias y políticas de la Carrera Judicial de conformidad con la Constitución y las leyes;
10. Aprobar los manuales de cargos clasificados del Poder Judicial y establecer mediante reglamento la escala de remuneraciones y viáticos de los miembros de la Carrera Judicial y de los funcionarios y empleados que dependan del Poder Judicial;
11. Designar, mediante concurso público de méritos, al director general de Administración y Carrera Judicial, al contralor general del Poder Judicial, al inspector general del Poder Judicial, al director y subdirector de la Escuela Nacional de la Judicatura y al director general técnico;
12. Designar a los funcionarios y empleados del Poder Judicial de conformidad con la presente ley y el Sistema de Carrera Administrativa del Poder Judicial;
13. Conceder licencias remuneradas o no a los jueces, funcionarios y empleados del Poder Judicial cuando las mismas superen los 30 días, con excepción de las correspondientes a embarazo y postparto, de conformidad con la ley y los reglamentos correspondientes;
14. Administrar el Plan de Retiro, Pensiones, Jubilaciones y de Seguridad Social del Poder Judicial, de conformidad con los principios establecidos en la Ley 87-01, sobre el Sistema Nacional de Seguridad Social;
15. Aprobar los reglamentos y directrices que permitan implementar la presente ley.

## Proceso Eleccionario[5]
Se conformará un Comité Electoral estará integrado por un Presidente y tres miembros, designados por el Consejo del Poder Judicial. El Presidente será un Juez de la Suprema Corte de Justicia. El Primer Miembro será un Juez de una de las Cortes de Apelación o tribunales equivalentes. El Segundo Miembro será un Juez de Juzgado de Primera Instancia o tribunales equivalentes. El Tercer Miembro será un Juez de Paz o Juez de un tribunal equivalente.
Este Comité Electoral dirige, organiza y fiscaliza el proceso eleccionario en el cual de manera simultánea, cada categoría de la judicatura, en asamblea de pares, elegirá a los postulantes de su categoría, en votación personal y secreta.
Las decisiones del Comité Electoral se adoptarán por mayoría de votos. En caso de empate decidirá el voto del Presidente. Estas son recurribles en reconsideración ante el mismo y jerárquicamente ante el Consejo del Poder Judicial. En cualquier caso, el plazo será de cinco días, contados a partir de la notificación de la decisión objeto del recurso.
El Comité Electoral es quien emite la Convocatoria a Asambleas. La misma debe ser publicada en un periódico de circulación nacional y en el portal de Internet del Poder Judicial, estableciendo la fecha de la asamblea y el plazo para la inscripción de candidaturas.
La propuesta de candidatura debe incluir el nombre del candidato, la posición que ocupa, su código y un documento de no más de tres páginas en el que el candidato señale sus propuestas institucionales.
Las mismas son depositadas ante la Dirección General de Administración y Carrera Judicial, que las tramitará al Comité Electoral, quien debe comprobar si las candidaturas están conforme a los requisitos, para luego publicarlas íntegramente en el portal de Internet del Poder Judicial.
El Comité Electoral podrá establecer centros regionales de votación con el objetivo de facilitar el sufragio de la mayor cantidad de jueces del Poder Judicial.
En las asambleas celebradas para la elección de cada categoría, participarán exclusivamente los jueces que formen parte del grado jurisdiccional correspondiente o equivalente.
El criterio utilizado para la determinación de los equivalentes es:
1) Equivalente a Juez de Paz Ordinario:
- Juez de Paz Especial de Tránsito.
- Juez de Paz para Asuntos Municipales.

2) Equivalente a Juez de Primera Instancia:
- Juez de Tierras de Jurisdicción Original.
- Juez del Juzgado de Trabajo.
- Juez del Tribunal de Niños, Niñas y Adolescentes.
- Juez de la Instrucción.
- Juez de Ejecución de la Pena.
- Juez de Ejecución de la Sanción de la Persona Adolescente.

3) Equivalente a Juez de Corte de Apelación:
- Juez del Tribunal Superior de Tierras.
- Juez de la Corte de Trabajo.
- Juez de la Corte de Niños, Niñas y Adolescentes.
- Juez del Tribunal Superior Administrativo. Párrafo: La Ley podrá establecer otras coincidencias.

## Presidentes del Consejo del Poder Judicial
El Consejo del Poder Judicial y la Suprema Corte de Justicia están presididos por la misma persona. Esta es la lista de los presidentes que ha tenido el Consejo desde su creación en el año 2010:
- Luis Henry Molina Peña (2019-actual)
- Mariano Germán Mejía (2011-2019)
- Jorge A. Subero Isa (2010-2011)

## Miembros del Consejo del Poder Judicial
Los miembros del Consejo del Poder Judicial elegidos por cinco años en el primer proceso eleccionario realizado en el año 2011 fueron:
- Dulce Rodríguez de Goris, en representación de la Suprema Corte de Justicia;
- Samuel Amaury Arias Arzeno, en representación de los Jueces de Corte de Apelación;
- Francisco Alberto Arias Valera, en representación de los Jueces de Primera Instancia;
- Elías Santini Perera, en representación de los Jueces de Paz.

Mientras que los elegidos en el segundo proceso eleccionario llevado a cabo en el año 2016, fueron:
- Víctor José Castellanos Estrella, en representación de la Suprema Corte de Justicia;
- Etanislao Radhamés Rodríguez Ferreira, en representación de los Jueces de Corte de Apelación;
- Fernando Fernández Cruz, en representación de los Jueces de Primera Instancia;
- Leonardo Recio Tineo,  en representación de los Jueces de Paz.

En el año 2021 resultaron electos por sus pares: 
- Blas Fernández Gómez, en representación de los jueces de la Suprema Corte de Justicia;
- Modesto Martínez, en representación de los jueces y juezas de las Cortes de Apelación y equivalentes;
- Bionni Zayas Ledesma, en representación de los jueces de Primera Instancia y Equivalentes;
- Octavia Carolina Fernández Cury, en representación de los jueces y juezas de Paz.